# Covenant (UFO)
Covenant è un album studio del gruppo musicale britannico UFO, pubblicato nel 2000 dalla Steamhammer Records.

## Tracce

### Disco 1
1. Love Is Forever (Michael Schenker, Phil Mogg) – 4:22
2. Unraveled (Pete Way, Mogg) – 4:16
3. Miss The Lights (Schenker, Mogg) – 4:43
4. Midnight Train (Schenker, Mogg) – 4:55
5. Fool's Gold (Schnker, Mogg) – 5:36
6. In The Middle Of Madness (Schenker, Mogg) – 3:48
7. The Smell Of Money (Schenker, Mogg) – 3:44
8. Rise Again (Way, Mogg) – 4:30
9. Serenade (Schenker, Mogg) – 5:00
10. Cowboy Joe (Schenker, Mogg) – 4:13
11. The World And His Dog (Schenker, Mogg) – 3:35

### Disco 2
1. Mother Mary (Schenker, Mogg) – 3:52
2. This Kids (Schenker, Mogg) – 4:41
3. Let It Roll (Schenker, Mogg) – 4:07
4. Out In The Street (Way, Mogg) – 4:51
5. Venus (Schenker, Mogg) – 7:16
6. Pushed To The Limit (Schenker, Mogg) – 4:07
7. Love To Love (Schenker, Mogg) – 5:07

## Formazione
- Phil Mogg – voce
- Michael Schenker – chitarra
- Kevin Carlson - tastiera
- Pete Way – basso
- Aynsley Dunbar – batteria